# Airel
Airel település Franciaországban, Manche megyében. Lakosainak száma 527 fő (2022. január 1.). Airel Lison, Cavigny, La Meauffe, Moon-sur-Elle, Saint-Fromond és Isigny-sur-Mer községekkel határos.

## Népesség
A település népességének változása:
| Lakosok száma | 557  | 548  | 526  | 511  | 534  | 536  | 547  | 549  | 552  | 527  |
|               | 1968 | 1982 | 1990 | 2006 | 2013 | 2015 | 2017 | 2019 | 2020 | 2022 |